# Horizontalbeute
Als Horizontalbeuten werden grundsätzlich Bienenbeuten bezeichnet, die darauf ausgelegt sind, das Bienenvolk horizontal zu entwickeln. Den Gegensatz dazu stellt die Vertikalbeute insbesondere die Magazinbeute dar, in der sich das Bienenvolk vertikal entwickelt.
Horizontalbeuten kommen in der traditionellen Imkerei weltweit in unterschiedlichen Formen vor. Die häufigste Form sind liegende Zylinder aus den jeweils verfügbaren Materialien, etwa Holz oder Lehm. Seit etwa 4000 v. Chr. sind Horizontalbeuten belegt. Seit vermutlich ca. 400 v. Chr. gibt es Varianten, die die Möglichkeit bieten, ähnlich der Magazinbeute den Raum für die Bienen zu verändern, indem die Beute entweder durch Querbretter abgesperrt wird oder ausziehbar ist.
Möglicherweise in der Tradition römischer Horizontalbeuten waren im slowenischen Sprachraum Bienenkisten verbreitet, die der theresianische Hofimkermeister Anton Janša zum Krainer Bauernstock weiterentwickelte: einer Holzkiste mit abnehmbarem Stirnbrett und Boden zur leichteren Inspektion des Volkes.